# Saarländischer Fußballverband
Der Saarländische Fußballverband (SFV) ist einer von 21 Landesverbänden des Deutschen Fußball-Bundes (DFB). Zusammen mit dem Fußballverband Rheinland und dem Südwestdeutschen Fußballverband (beide in Rheinland-Pfalz) bildet der Saarländische Fußballverband den Fußball-Regional-Verband Südwest.
Dem Fußballverband sind aktuell 362 Vereine angeschlossen, die zusammen 97.240 Mitglieder haben. 2.120 Mannschaften nehmen am Spielbetrieb teil. Der Sitz des SFV befindet sich auf dem Gelände der Hermann-Neuberger-Sportschule in der saarländischen Landeshauptstadt Saarbrücken.

## Geschichte

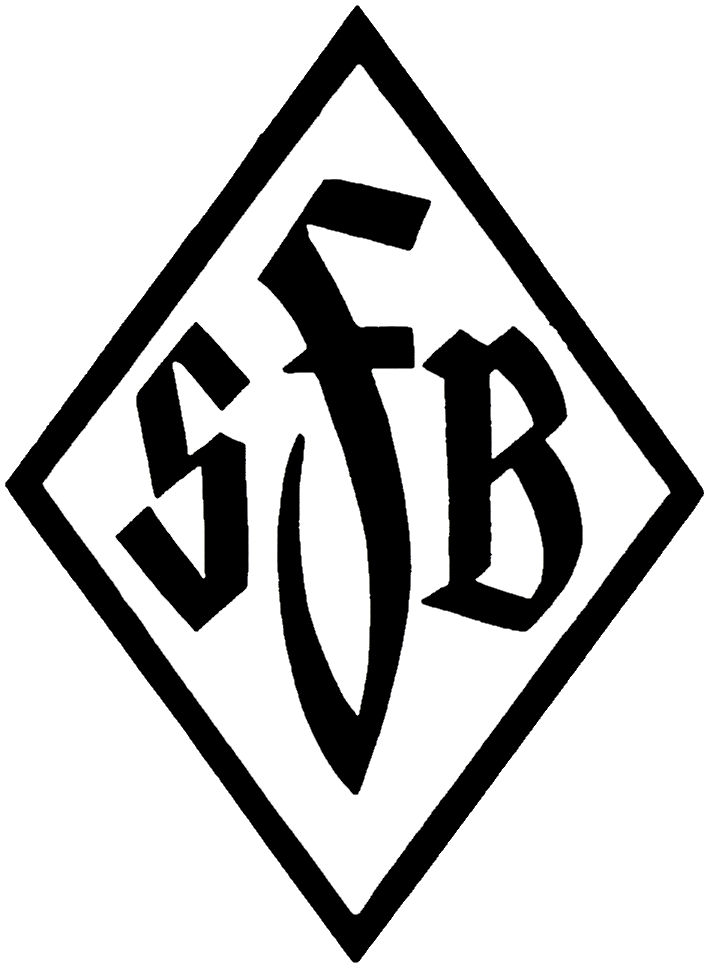
Wappen des Saarländischen Fußballbundes (1948–1956)

Der Saarländische Fußballverband wurde am 25. Juli 1948 in Sulzbach von Hermann Neuberger als Saarländischer Fußballbund (SFB) des formal selbständigen Saarlandes gegründet. Der SFB wurde dabei die erste selbständige Fachgruppe im Landessportverband für das Saarland (LSVS). Der erste Präsident wurde Willy Koch.
Ab der Saison 1948/49 nahmen die saarländischen Fußballvereine, bedingt durch die außenpolitische Situation, nicht mehr am deutschen Meisterschaftsspielbetrieb teil, sondern spielten in französischen Ligen. Der 1. FC Saarbrücken spielte 1948/49 nach kurzfristigem Rückzug des AS Angoulême, der keine Mannschaft für den Profiligabetrieb zusammenbekam, außer Konkurrenz als FC Sarrebruck in der zweiten französischen Division. Der Verein beendete die Saison als Erster der (inoffiziellen) Tabelle, besaß allerdings keine Aufstiegsberechtigung. Deswegen zeigt die offizielle Abschlusstabelle dieser Spielzeit lediglich 19 Teilnehmer (mit Racing Lens und Girondins-AS du Port Bordeaux auf den ersten beiden Plätzen). Wären die ausgetragenen 37 Begegnungen der Saarbrücker gewertet worden, wären sie in die erste Liga aufgestiegen. Der 1. FC Saarbrücken organisierte anschließend den Internationalen Saarlandpokal, den er 1950 gewann.
Die höchste Spielklasse im Vereinsfußball war die Ehrenliga Saarland (drei Spielzeiten von 1948 bis 1951), allerdings nahm die erste Mannschaft des 1. FC Saarbrücken, die damals sportlich beste Mannschaft, daran nicht teil.
Am 17. Juli 1949 lehnte der Bundestag des SFB einen von der saarländischen Regierung unterstützten Antrag zum Beitritt des SFB zum Französischen Fußball-Verband mit 609 Nein-Stimmen bei 299 Ja-Stimmen und 55 Enthaltungen ab.
Hermann Neuberger wurde am 14. Mai 1950 neuer Präsident des SFB. Der SFB wurde am 22. Juni desselben Jahres eigenständiges Mitglied des Weltfußballverbandes FIFA, noch vor dem DFB, der erst im Herbst wieder aufgenommen wurde. Ebenso war das Saarland Mitglied im europäischen Verband UEFA, als diese 1954 gegründet wurde. Bis 1956 war der SFB in beiden internationalen Verbänden Mitglied und unterhielt eine eigene saarländische Fußballnationalmannschaft.
1951 erreichten der Deutsche Fußball-Bund und der Saarländische Fußballbund bei der FIFA die Genehmigung zur Rückkehr des 1. FC Saarbrücken und der Borussia Neunkirchen in die deutsche Fußball-Oberliga Südwest. Ein Jahr später erreichte der 1. FC Saarbrücken das Finale um die deutsche Meisterschaft.
Das Saarland nahm an der Qualifikation zur Fußball-Weltmeisterschaft 1954 teil. Dort traf die Nationalmannschaft in der Qualifikationsgruppe 1 auf die Bundesrepublik Deutschland und Norwegen und belegte dank eines Auswärtssieges in Oslo vor Norwegen Platz zwei.
Der SFB hatte in seiner kurzen Geschichte einen Teilnehmer am Europapokal: In der Saison 1955/56 nahm der 1. FC Saarbrücken am Europapokal der Landesmeister teil. Dort gewannen die Saarbrücker im Hinspiel der ersten Runde beim AC Mailand mit 4:3, schieden aber nach einer 1:4-Heimniederlage im Rückspiel aus.
Nachdem der Beitritt des Saarlands zur Bundesrepublik (zum 1. Januar 1957) eingeleitet worden war, trat der SFB aus der FIFA aus. Auf dem Verbandstag am 8. Juli 1956 erfolgte die Umbenennung in Saarländischer Fußballverband (SFV), der den Antrag auf Wiederaufnahme beim DFB stellte. Der DFB-Bundestag beschloss die Aufnahme schließlich am 28. Juli in Duisburg.
1971 wurde der Frauenfußball in den Spielbetrieb aufgenommen.
Seit 1975 wird der Saarlandpokal, der Verbandspokal des SFV, ausgetragen. Der 1. FC Saarbrücken ist mit 12 Titelgewinnen der Rekordsieger und war zuletzt 2024 erfolgreich. Der SFV ist mit ca. 100.000 Mitgliedern der größte Verband im Landessportverband des Saarlands.

## Präsidenten
Liste der Präsidenten
- 1948 bis 1950: Willy Koch (ASC Dudweiler)
- 1950 bis 1969: Hermann Neuberger (1. FC Saarbrücken)
- 1969 bis 1971: Kurt Ott (SC Ludwigsthal)
- 1971 bis 1982: Franz Josef Ollmann (SV Mettlach)
- 1982 bis 1993: Kurt Gluding (Borussia Neunkirchen)
- 1993 bis 2002: Albert Wagner (FV Lebach)
- 2002 bis 2008: Günter Müller (SV 07 Elversberg)
- 2008 bis 2019: Franz Josef Schumann
- 2019 bis 2020: Bernhard Bauer und Adrian Zöhler (ad interim)
- seit 19. September 2020: Heribert Ohlmann (SC Alsweiler)

## Gliederung
Der Verband unterteilt sich in vier Kreise:
- Kreis Nordsaar
- Kreis Ostsaar
- Kreis Südsaar
- Kreis Westsaar

## Ligen-Strukturen

### Männer
Ab der Saison 2009/10 wurde die Saarlandliga oberhalb der Verbandsliga eingeführt, sodass alle anderen Spielklassen jeweils eine Stufe nach unten versetzt wurden. Es erfolgte zudem eine Reform der Kreisligen A und B. Ab der Saison 2012/2013 wurde das Ligensystem erneut modifiziert, sodass sich aktuell folgende Ligenhierarchie ergibt:
| Stufe       | Ligen-Struktur \| Männer                                                                                 | Ligen-Struktur \| Männer                                                                               | Ligen-Struktur \| Männer                                                                               | Ligen-Struktur \| Männer                                                                               | Ligen-Struktur \| Männer                                                                               | Ligen-Struktur \| Männer                                                                               | Ligen-Struktur \| Männer                                                                               | Ligen-Struktur \| Männer                                                                               |
| ----------- | --- | --- | --- | --- | --- | --- | --- | --- |
| Landesebene | | | | | | | | |
| 6           | Saarlandliga 18 Vereine                                                                                  | Saarlandliga 18 Vereine                                                                                | Saarlandliga 18 Vereine                                                                                | Saarlandliga 18 Vereine                                                                                | Saarlandliga 18 Vereine                                                                                | Saarlandliga 18 Vereine                                                                                | Saarlandliga 18 Vereine                                                                                | Saarlandliga 18 Vereine                                                                                |
|             | ↑↓ max. 4 Absteiger, 2 Meister steigen auf; Zweitplatzierte spielen Relegation um dritten Aufstiegsplatz | | | | | | | |
| 7           | Verbandsliga Nordost 16 Vereine                                                                          | Verbandsliga Nordost 16 Vereine                                                                        | Verbandsliga Nordost 16 Vereine                                                                        | Verbandsliga Nordost 16 Vereine                                                                        | Verbandsliga Südwest 16 Vereine                                                                        | Verbandsliga Südwest 16 Vereine                                                                        | Verbandsliga Südwest 16 Vereine                                                                        | Verbandsliga Südwest 16 Vereine                                                                        |
|             | ↑↓ max. 2 Absteiger, Meister steigen auf; Zweitplatzierte spielen Relegation um vierten Aufstiegsplatz   | ↑↓ max. 2 Absteiger, Meister steigen auf; Zweitplatzierte spielen Relegation um vierten Aufstiegsplatz | ↑↓ max. 2 Absteiger, Meister steigen auf; Zweitplatzierte spielen Relegation um vierten Aufstiegsplatz | ↑↓ max. 2 Absteiger, Meister steigen auf; Zweitplatzierte spielen Relegation um vierten Aufstiegsplatz | ↑↓ max. 2 Absteiger, Meister steigen auf; Zweitplatzierte spielen Relegation um vierten Aufstiegsplatz | ↑↓ max. 2 Absteiger, Meister steigen auf; Zweitplatzierte spielen Relegation um vierten Aufstiegsplatz | ↑↓ max. 2 Absteiger, Meister steigen auf; Zweitplatzierte spielen Relegation um vierten Aufstiegsplatz | ↑↓ max. 2 Absteiger, Meister steigen auf; Zweitplatzierte spielen Relegation um vierten Aufstiegsplatz |
| 8           | Landesliga Nord 16 Vereine                                                                               | Landesliga Nord 16 Vereine                                                                             | Landesliga Ost 16 Vereine                                                                              | Landesliga Ost 16 Vereine                                                                              | Landesliga Süd 16 Vereine                                                                              | Landesliga Süd 16 Vereine                                                                              | Landesliga West 16 Vereine                                                                             | Landesliga West 16 Vereine                                                                             |
|             | ↑↓ min. 1 Absteiger, Meister steigen auf; Zweitplatzierte spielen Relegation um vierten Aufstiegsplatz   | ↑↓ min. 1 Absteiger, Meister steigen auf; Zweitplatzierte spielen Relegation um vierten Aufstiegsplatz | ↑↓ min. 1 Absteiger, Meister steigen auf; Zweitplatzierte spielen Relegation um vierten Aufstiegsplatz | ↑↓ min. 1 Absteiger, Meister steigen auf; Zweitplatzierte spielen Relegation um vierten Aufstiegsplatz | ↑↓ min. 1 Absteiger, Meister steigen auf; Zweitplatzierte spielen Relegation um vierten Aufstiegsplatz | ↑↓ min. 1 Absteiger, Meister steigen auf; Zweitplatzierte spielen Relegation um vierten Aufstiegsplatz | ↑↓ min. 1 Absteiger, Meister steigen auf; Zweitplatzierte spielen Relegation um vierten Aufstiegsplatz | ↑↓ min. 1 Absteiger, Meister steigen auf; Zweitplatzierte spielen Relegation um vierten Aufstiegsplatz |

| Bezirksebene |                                                                |                                                                |                                                                |                                                                |                                                                |                                                                |                                           |                                           |                                           |
| 9            | Bezirksliga St. Wendel 16 Vereine                              | Bezirksliga Neunkirchen 16 Vereine                             | Bezirksliga Homburg 16 Vereine                                 | Bezirksliga Merzig-Wadern 16 Vereine                           | Bezirksliga Saarlouis 16 Vereine                               | Bezirksliga Saarbrücken 16 Vereine                             |                                           |                                           |                                           |
|              | ↑↓ min. 1 Absteiger, Meister steigen auf; 2. spielt Relegation | ↑↓ min. 1 Absteiger, Meister steigen auf; 2. spielt Relegation | ↑↓ min. 1 Absteiger, Meister steigen auf; 2. spielt Relegation | ↑↓ min. 1 Absteiger, Meister steigen auf; 2. spielt Relegation | ↑↓ min. 1 Absteiger, Meister steigen auf; 2. spielt Relegation | ↑↓ min. 1 Absteiger, Meister steigen auf; 2. spielt Relegation |                                           |                                           |                                           |
| Kreisebene   |                                                                |                                                                |                                                                |                                                                |                                                                |                                                                |                                           |                                           |                                           |
| 10           | 15 Kreisligen A je 14-16 Vereine                               | 15 Kreisligen A je 14-16 Vereine                               | 15 Kreisligen A je 14-16 Vereine                               | 15 Kreisligen A je 14-16 Vereine                               | 15 Kreisligen A je 14-16 Vereine                               | 15 Kreisligen A je 14-16 Vereine                               | 15 Kreisligen A je 14-16 Vereine          | 15 Kreisligen A je 14-16 Vereine          | 15 Kreisligen A je 14-16 Vereine          |
|              | ↑↓1-3 Auf- und Absteiger (nur Nord- und Ostsaar)               |                                                                |                                                                |                                                                |                                                                |                                                                |                                           |                                           |                                           |
| 11           | 13 Kreisligen B je 16 oder wenige Vereine                      | 13 Kreisligen B je 16 oder wenige Vereine                      | 13 Kreisligen B je 16 oder wenige Vereine                      | 13 Kreisligen B je 16 oder wenige Vereine                      | 13 Kreisligen B je 16 oder wenige Vereine                      | 13 Kreisligen B je 16 oder wenige Vereine                      | 13 Kreisligen B je 16 oder wenige Vereine | 13 Kreisligen B je 16 oder wenige Vereine | 13 Kreisligen B je 16 oder wenige Vereine |

### Frauen
| Nationale Ligaebene | Ligen-Struktur \| Frauen-Fußball         | Ligen-Struktur \| Frauen-Fußball         |
| ------------------- | ---------------------------------------- | ---------------------------------------- |
| 4.                  | Verbandsliga                             | Verbandsliga                             |
| 5.                  | Landesliga                               | Landesliga                               |
| 6.                  | Bezirksliga Nordwest (11er Mannschaften) | Bezirksliga Südost (11er Mannschaften)   |
| 7.                  | Bezirksklasse Nord (7er Mannschaften)    | Bezirksklasse Südwest (7er Mannschaften) |

## Vereine in höheren Ligen Saison 2025/26

### Männer-Fußball
| Nationale Ligaebene | Bezeichnung                   | Anzahl | Mannschaften                                 |
| ------------------- | ----------------------------- | ------ | -------------------------------------------- |
| 1.                  | 1. Bundesliga                 | 0      | –                                            |
| 2.                  | 2. Bundesliga                 | 1      | SV Elversberg                                |
| 3.                  | 3. Liga                       | 1      | 1. FC Saarbrücken                            |
| 4.                  | Regionalliga Südwest          | 1      | FC 08 Homburg                                |
| 5.                  | Oberliga Rheinland-Pfalz/Saar | 3      | SV Auersmacher, FV 07 Diefflen, FV Eppelborn |

### Frauen-Fußball
| Nationale Ligaebene | Bezeichnung          | Anzahl | Mannschaften                                        |
| ------------------- | -------------------- | ------ | --------------------------------------------------- |
| 1.                  | Frauen-Bundesliga    | 0      | –                                                   |
| 2.                  | 2. Frauen-Bundesliga | 0      | –                                                   |
| 3.                  | Regionalliga Südwest | 3      | SV Elversberg, 1. FC Riegelsberg, 1. FC Saarbrücken |